# Lietebach und Kelterberg von Ahlersbach und Hohenzell
Lietebach und Kelterberg von Ahlersbach und Hohenzell ist ein Naturschutzgebiet auf dem Gebiet der Stadt Schlüchtern im Main-Kinzig-Kreis in Hessen. Das Naturschutzgebiet liegt westlich des Schlüchterner Stadtteils Ahlersbach.

## Bedeutung
Das 61,82 ha große Gebiet mit der Kennung 1435086 ist seit dem Jahr 1999 als Naturschutzgebiet ausgewiesen.